# 探偵ジョージのミニミニ大作戦
『探偵ジョージのミニミニ大作戦』（たんていジョージのミニミニだいさくせん）は、青山剛昌が1988年に発表した漫画作品。週刊少年サンデーに掲載されていた（号は下の作品一覧に記述）。現在では青山剛昌短編集に収録、発売されている。
『名探偵コナン』のファンブック（スーパーダイジェストブック・SDB）では10+にこの作品が紹介され、20+の最後には1話「名探偵登場!」が収録されている。作者曰く、この作品が3話で終わったのは「月刊で『まじっく快斗』も書いていて、忙しかったから」だという。

## 作品一覧
- 名探偵登場! 1988年18号掲載
- 氷の国の怪物 1988年19号掲載
- I AM A DENTIST 1988年20号掲載

## あらすじ
名探偵登場!
黒服の悪党たちから逃げていた芦川麻美は、「桐島探偵事務所」に迷い込む。そこには桐島祥二と名乗る探偵がいた。彼はなぜか人の肩に乗れるほど小さい。麻美は桐島とともに悪党と戦うことになる。
氷の国の怪物
麻美は秘書として桐島と一緒に住むことになった。ある日桐島は、ひょんなことから冷蔵庫に閉じ込められてしまう。そこにはゴキブリという巨大な（?）生物がいた。ゴキブリに命を狙われた桐島は壮絶な戦いを繰り広げる。
I AM A DENTIST
泥沼に沈みそうになった桐島は真子という少女に助けられ、約束通り一日彼女の家来になる。ある時真子は近所の悪ガキに帽子を取られそうになる。桐島は歯医者のマネをして真子を救う。

## アニメ
1999年、『青山剛昌短編集2』でOVA作品としてアニメ化された。キャストのほとんどは『名探偵コナン』の主要人物の担当声優である。

### キャスト
- 桐島祥二：神谷明
- 芦川麻美：山崎和佳奈
- ハカセ：緒方賢一
- ボス：茶風林
- 春江：水原リン（現：真山亜子）
- 真子：岩居由希子
- ケン：大谷育江
- ツトム：高山みなみ
- 黒服：高木渉、千葉一伸、布目貞雄